# Nikolaikyrkan, Potsdam

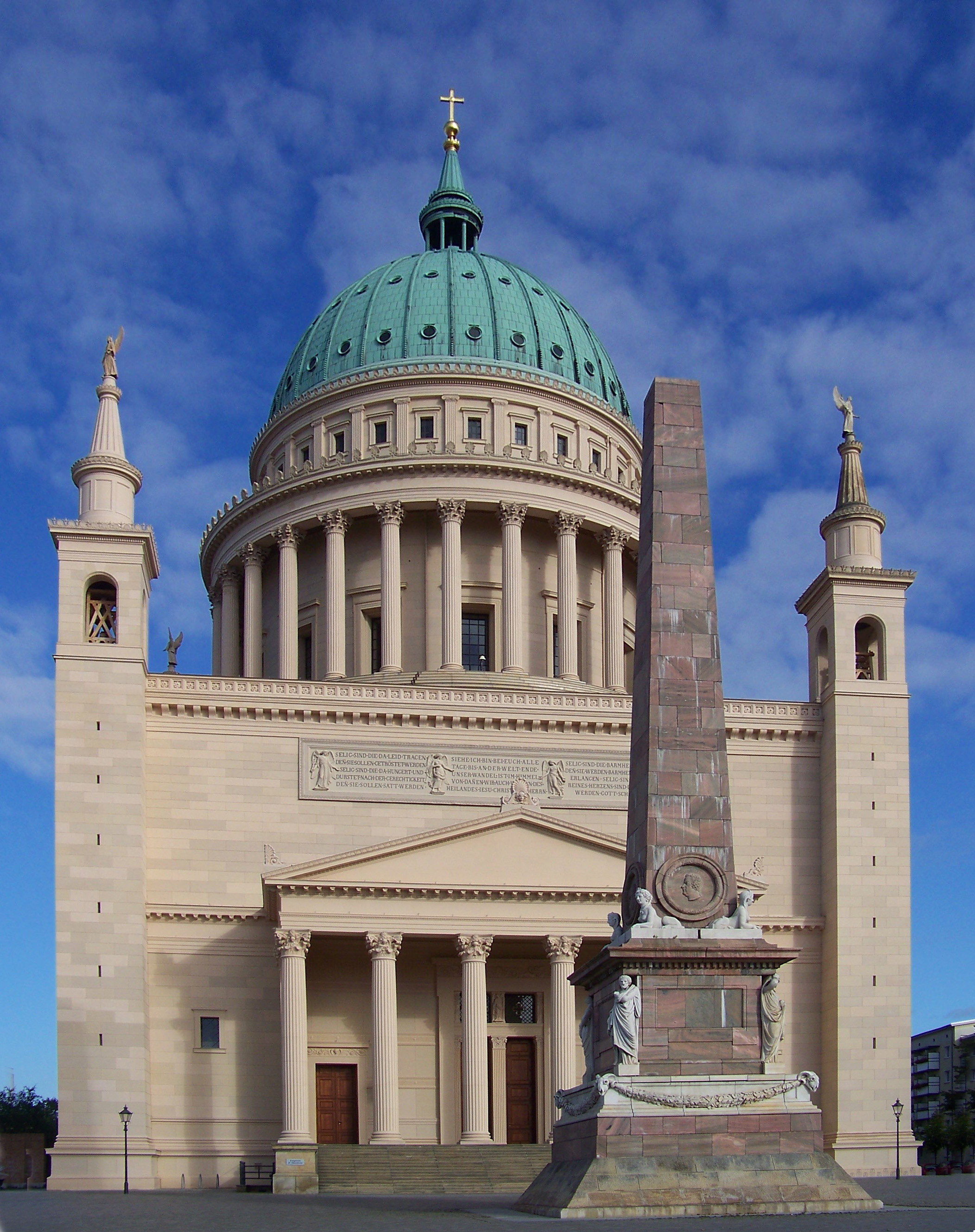
Niklaikyrkan sedd från Alter Markt.

Nikolaikyrkan, tyska: St. Nikolaikirche, är en protestantisk kyrkobyggnad vid Alter Markt i staden Potsdam i Brandenburg, Tyskland.  Kyrkan är döpt efter Sankt Nikolaus. Byggnaden är idag byggnadsminne och uppfördes i klassicistisk stil efter ritningar av Karl Friedrich Schinkel mellan 1830 och 1837. Den totalt 77 meter höga kupolen tillkom mellan 1843 och 1850, under ledning av Ludwig Persius och Friedrich August Stüler.
Kyrkan skadades genom bombningar och artilleribeskjutning i slutfasen av andra världskriget 1945. En längre återuppbyggnadsprocess avslutades 1981, och sedan dess används kyrkan av den protestantiska S:t Nikolaiförsamlingen som gudstjänst- och konsertlokal.